# Polder Przebrno
Polder Przebrno – polder zbudowany w latach 1939–1942 w Przebrnie, obecnie części Krynicy Morskiej, w województwie pomorskim, położony na Mierzei Wiślanej, nad Zalewem Wiślanym.

## Historia
Jest to jedyny polder w Polsce poza deltą Wisły. Plany i prace budowlane wykonali Niemcy. Budowa wału była związana z pogłębieniem toru wodnego przez Cieśninę Pilawską i koniecznością ochrony polderu przed sztormami. Wał został zbudowany przez więźniów obozu w Stutthofie. Chroni on  polder o powierzchni 150 ha. Na początku września 1939 roku powstał podobóz Zivil-Gefangenenlager Stutthof Aussenkomando Pröbbernau. Więźniowie zbudowali baraki, a w listopadzie 1939 roku rozpoczęli prace przy budowie wału przeciwsztormowego. Aby go zbudować musieli usunąć grunt macierzysty i zbudować odwodnienie. Wał ma ponad 3 km, szerokość korony ok. 2 m i wysokość do 1,8 metra. Podobóz z przerwami funkcjonował do 1944 roku. Polder został zniszczony (zalany) w 1945 roku. Po zakończeniu wojny odbudowano go, osuszono i zagospodarowano. 
W 2009 roku na budynku przepompowni w Przebrnie umieszczono tablicę upamiętniającą więźniów Stutthofu.
Polder Przebrno był brany pod uwagę podczas opracowywania planów budowy przekopu przez Mierzeję Wiślaną. W planach pojawiły się 4 warianty lokalizacji kanału: Skowronki, Nowy Świat, Przebrno i Piaski. Ostatecznie wybrano wariant II Nowy Świat.

## Przepompownia
Centralnym punktem polderu jest stacja pomp nr 69 Przebrno. W niewielkim budynku znajdują się 2 agregaty o wydajności 500 litrów na sekundę. Zasilają je oryginalne silniki firmy Simens-Schuckert z 1944 roku (stan w 2008 roku). Pompy nie tylko służyły do usuwania wody z polderu, ale mogły też być używane do nawadniania podczas suszy. Wydajność pomp została tak policzona przez projektantów, aby chroniły polder przed zalaniem podczas gwałtownych sztormów i ulewnych deszczów.

## Przebudowa wału
Aby wał spełniał warunki obwarowania III klasy konieczna jest jego przebudowa. W 2015 roku opracowano dokumentację i uzyskano pozwolenie ważne do sierpnia 2022 roku. Projekt zakładał uszczelnienie wału przy pomocy przesłony przeciwfiltracyjnej, zabezpieczenie przed bobrami poprzez rozłożenie siatki na skarpie, podwyższenie korony wałów do 2,6 m n.p.m., poszerzenie korony wału do 4 metrów, nachylenie skarpy odwodnej i odpowietrznej 1:2. Aby wykonać te prace zaplanowano usunięcie rosnących na wale drzew (ok. 422) i krzewów, głównie wierzby, faszynę i wiklinę. Ponieważ zaplanowanych prac nie wykonano,  w 2022 roku ogłoszono przetarg na wykonanie nowego planu i uzyskanie decyzji środowiskowej.